# Santuario della Madonna degli Angeli (Cuneo)
Il santuario della Madonna degli Angeli si trova a Cuneo al fondo nel Viale degli Angeli.

## Storia
La sua storia risale al XV secolo. Il terreno sul quale sorge la magnifica chiesa era detto "Bandito" per via di un bando, annuncio col quale le autorità destinava determinati terreni a privati per l'approvvigionamento di legna. Venne acquistato da un certo Giovanni Tortelli di Gaiola, dottore in legge e poi sindaco di Cuneo. Il proprietario vi edificò una piccola cappella dedicata alla Vergine Maria, denominata da tutti prima Madonnina, poi Madonna delle Grazie per i molti favori celesti da lei concessi. Nel 1411 un sacerdote spagnolo di nome Alfonso Calindres passando di lì dopo un pellegrinaggio a Roma con alcuni compagni si stupì della bellezza del luogo e chiese al signor Tortelli di potervi abitare e denominò il luogo Madonna degli Angeli, eliminando così il vecchio nome di "Bandito". Molta gente fu attirata dallo zelo di questi sacerdoti e volle unirsi alla loro vita eremitica secondo le regole del Terz'ordine francescano. Si unirono a loro anche i frati francescani che risiedevano nella vecchia chiesa di San Michele distrutta per poter allargare le mura difensive della città di Cuneo. Il 15 aprile 1436 il  Tortelli rinunciava alla proprietà del terreno in favore dell'Ordine francescano. Nel 1450 con l'arrivo di nuovi padri il romitorio venne elevato a convento; fu il primo convento francescano del Piemonte. Nelle numerose lunette del chiostro, nei cui ambienti è ospitata la casa di riposo "Mater Amabilis", si possono ammirare affreschi raffiguranti la vita di san Francesco.
I conti Caissotti di Chiusano commissionarono importanti lavori, terminati nel 1718, che determinarono l'aspetto attuale dell'edificio.
Nel transetto destro si trova la tomba della famiglia Galimberti, con le spoglie di Tancredi Galimberti senior, senatore e ministro del Regno d'Italia, della moglie Alice Schanzer, poetessa e letterata, e del loro figlio Tancredi junior, eroe nazionale della Resistenza, ucciso dai fascisti durante la guerra di liberazione.

## Reliquie
La chiesa conserva il corpo del beato Angelo Carletti da Chivasso, traslato nel 1535 dall'antico convento di Sant'Antonio, distrutto per l'amplificazione delle mura della città di Cuneo del 1537, e le ossa del venerabile Benigno da Cuneo.